# Frederik Heisler

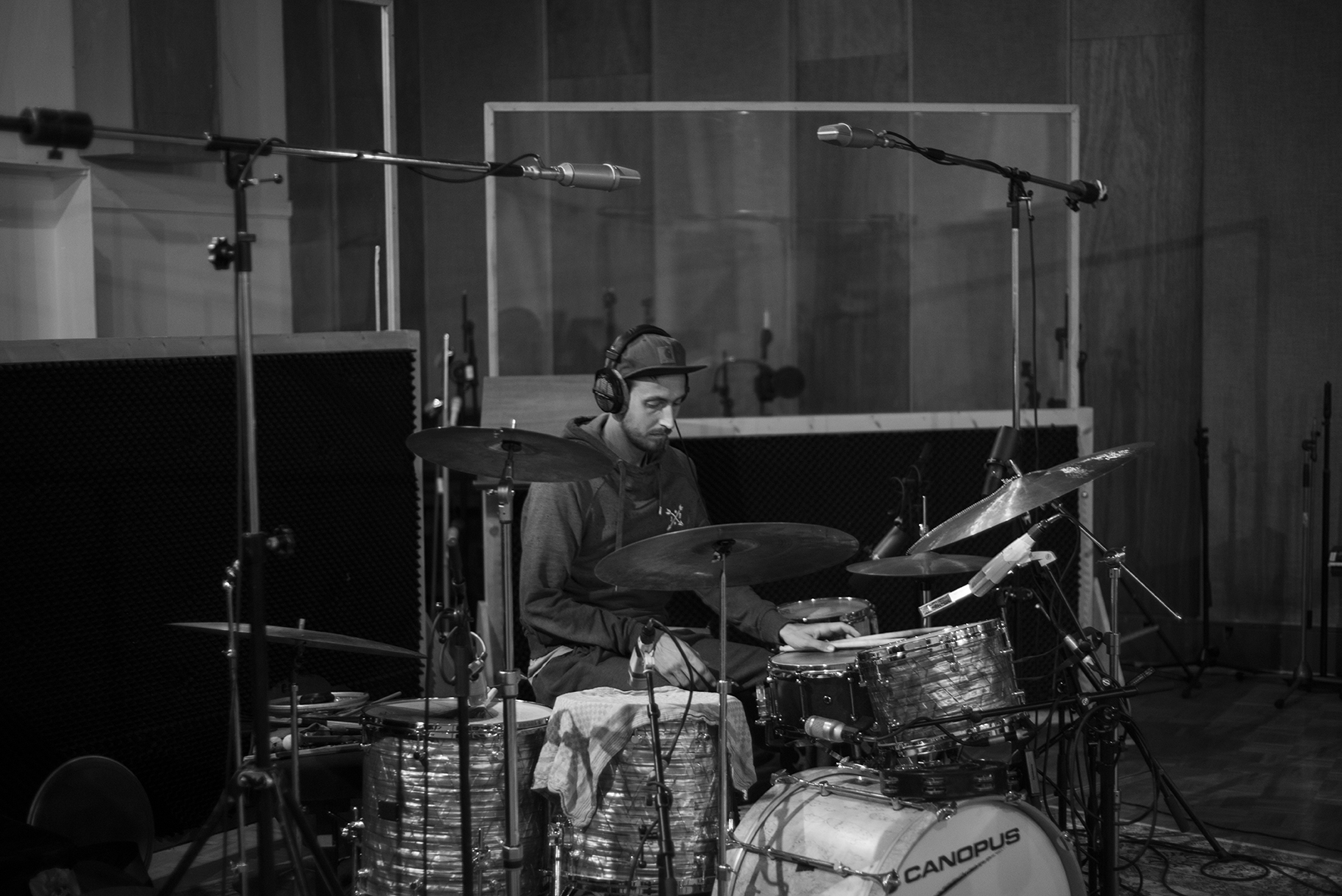
Frederik Heisler bei Studioaufnahmen mit Tonhaufen Deluxe (2017)

Frederik „Fred“ Heisler (* 27. April 1988 in Freiburg im Breisgau) ist ein deutscher Jazz-, Hip-Hop- und Popmusiker (Schlagzeug) und Komponist.

## Leben und Wirken
Heisler ist der Sohn des Arztes und Konzertveranstalters Alexander Heisler; seine Mutter ist eine Sängerin und Musiklehrerin. In Basel studierte er seit 2008 am Jazzcampus der Hochschule für Musik Schlagzeug und Perkussion bei Julio Barreto, Gregor Hilbe, Jorge Rossy und Malcolm Braff. 2012 studierte Heisler an der Escola Superior de Música de Catalunya, Barcelona bei David Xirgu, Jo Krause und Agustí Fernández und schloss sein Studium im folgenden Jahr ab.
Als Bandleader arbeitete Heisler mit seiner achtköpfigen Band Mama Magnet (entstanden aus dem Septett Magnetband) und seinem Trio Amster mit dem Bassisten Roberto Koch und dem Pianisten Florian Favre. Das Debütalbum Mixtake Vol.1 von Magnetband erschien 2015 bei Wolfpack Entertainment. Magnetband gewann mit dem Album den Downbeat Magazine Music Student Award und war 2014 eine der nominierten Bands für den ZKB Jazzpreis. Mit Florian Favre bildete Heisler das Elektro- und Improvisationsduo Fred&Flo. Gemeinsam mit Emanuel Teschke (Bass) und Florian Möbes (Gitarre) gründete Heisler sein Trio Mini Magnet, das sich der Surfmusik verschrieben hat; die EP Enter Surfman erschien 2018.
Heisler begleitete bei Konzerten Max Mutzke, Konstantin Wecker, Brenda Boykin gemeinsam mit dem Philharmonischen Orchester Freiburg unter der Leitung von Enrique Ugarte. 2013 wurde Heisler ausgewählt, im DKSJ-All-Star-Projekt 13 mit Ohad Talmor aufzutreten. Er war Mitglied von Tonhaufen Deluxe. Darüber hinaus konzertierte Heisler mit Chabezo, Grzegorz Karnas, Marco Mezquida und Niko Seibold. Mit Seibold und dessen Quartett Seibolzing war er 2019 einer der Finalisten um den Neuen Deutschen Jazzpreis. Seit 2016 arbeitet Heisler als Endorser mit der japanischen Trommelwerkstatt Canopus zusammen.
Heisler lebt in Freiburg im Breisgau; er studierte zudem Medizin an der Albert Ludwig Universität Freiburg.

## Diskographische Hinweise
- Magnetband, mixtake vol.1 (Wolfpack Entertainment, Juni 2015)
- Mimon, Chant for (HOUT Records, November 2018, mit Raphael Rossé, Yannick Tinguely)
- Seibolzing, Seibolzing (HOUT Records, Oktober 2018, mit Niko Seibold, Raphael Rossé, Roberto Koch)
- Tonhaufen Deluxe, Cygnus 5 Expanse (HOUT Records, April 2018, mit Sebastian von Keler, Simon Girard, Andrey Tatariniets)